# فتيات القوة
فتيات القوة أو الفتيات الخارقات (بالإنجليزية: The Powerpuff Girls)‏ هو مسلسل رسوم متحركة أمريكي خارق للطبيعة من تأليف الرسام كريغ مكراكين وإنتاج شركة هانا-باربيرا للإنتاج. يركز المسلسل على ثلاث فتيات في سن الروضة، بلوسوم وبابلز وباتركاب، اللاتي يتمتعن بقوى خارقة ويعشن في مدينة تاونسفيل الخيالية. مبدعهن هو العالم **البروفيسور أوتونيوم**، وكثيرًا ما يستدعيهن عمدة المدينة لمحاربة المجرمين والأعداء باستخدام قواهن الخارقة.
بدأت فكرة المسلسل في معهد كاليفورنيا للفنون عام 1992، حيث أنتج مكراكين فيلمًا قصيرًا بعنوان ووباس ستيُو!. بعد تغيير الاسم إلى فتيات القوة، قُدم الفيلم التجريبي إلى قناة كرتون نتورك، التي بثت أول حلقة تجريبية بعنوان ميت فازي لومبكنز في 1995. تم عرض المسلسل كاملاً في 18 نوفمبر 1998 واستمر لمدة ستة مواسم.
حقق المسلسل نجاحًا كبيرًا، حيث تم إنتاج 78 حلقة، وفيلم روائي طويل، وعدة حلقات خاصة، وحصل على العديد من الجوائز، بما في ذلك ستة جوائز إيمي وترشيحات لجائزة آني.
عرضت النسخة العربية للمسلسل لأول مرة على قناة سبيستون، وإم بي سي 3 وكرتون نتورك بالعربية.

## الشخصيات

### بلوسوم
- (بالإنجليزية: Blossom)‏
- مؤدية الصوت بالإنكليزية: كاثي كافاديني
- مؤدية الصوت بالسورية: مجد ظاظا
- مؤدية الصوت باللبنانية: ألين سعادة

فتاة تحب القراءة وهي دائما توقف المشاجرة بين أختيها باتركاب وبابلز وتكون دائما هي القائدة.
صفاتها: لها شعر أحمر طويل وعينان زهريتان وترتدي ثوبا قصيرا زهريا وأسودا

### باتركاب
- (بالإنجليزية: Buttercup)‏
- مؤدية الصوت بالإنكليزية: إليزابيث دايلي
- مؤدية الصوت بالسورية: أمل عمران
- مؤدية الصوت باللبنانية: مها غلبوني (الموسم الأول إلى الموسم الخامس)، لمى مرعشلي (الموسم السادس)

وهي العضو الشرس في الفريق، والتي تحب ضرب الأشرار بقسوة. كما أنها تتشاجر دائما مع بابلز لأنها تعتقد أنها سخيفة بعض الشيء.
صفاتها: لها شعر أسود قصير وعينان خضراوان وترتدي ثوبا قصيرا أخضرا وأسودا.

### بابلز
- (بالإنجليزية: Bubbles)‏
- مؤدية الصوت بالإنكليزية: تارا سترونج
- مؤدية الصوت بالسورية: سمر كوكش
- مؤدية الصوت باللبنانية: ليلى الشماس (الموسم الأول إلى الموسم الخامس)، جيهان ملا (الموسم السادس)

وهي العضوة اللطيفة في الفريق، وتحب اللعب والرسم والتلوين، وهي المدللة عند البروفيسر لأنها الصغيرة.
صفاتها: لها شعر أشقر قصير وعينان زرقاوتان جميلاتان وترتدي ثوبا قصيرا أزرقا وأسودا.

### شخصيات أخرى
- عمدة تاونزفيل (بالإنجليزية: The Mayor of Townsville)‏:
- مؤدي الصوت بالأنكليزية: توم كيني
- مؤدي الصوت باللبنانية: شربل اسكندر (الموسم الأول إلى الموسم الخامس)، ناجي شامل (الموسم السادس)

هو رئيس تاونزفيل، يرتدي ملابس بنفسجية اللون وقبعة سوداء. مع أنه كبير في سن هو يتصرف كالأطفال ودائما يحب يأكل المخللات.
- انسه سارة بيلوم (بالإنجليزية: Ms. Sara Bellum)‏:
- مؤدية الصوت بالإنكليزية: جينيفر مارتن
- مؤدية الصوت بالسورية: مجد ظاظا
- مؤدية الصوت باللبنانية: مهى غلبوني (الموسم الأول إلى الموسم الخامس)، زينة ضاهر (الموسم السادس)

وهي مساعدة العمدة في عمله والسكرتيرة الخاصى به. ترتدي ملابس حمراء اللون وحذائها أيضا لونه أحمر وشعرها برتقالي اللون. كما أنها تخفي وجهها.
قامت شركة إيمدج برودكشن هاوس (Image Production House) اللبنانية بدبلجة المسلسل ليصبح بعنوان « فتيات القوة »
- ببلز (صوت) سلوى خلولي
- باتركاب (صوت) يوسف عمران
- بلوسوم (صوت) مروة تسكة

## الفتيات الخارقات
قامت مركز الزهرة بدبلجة مسلسل تحت اسم الفتيات الخارقات وتم عرضه على قناة سبيس تون. هذه النسخة كانت معدلة بشكل كبير بالمقارنة مع النسخة الأصلية، حيث تعرضت لرقابة شديدة وتم تغيير العديد من أسماء الشخصيات والأماكن لتتناسب مع الجمهور العربي والأسلوب المحافظ للقناة.
بعض التعديلات في الأسماء تشمل:
- بلوسوم أصبحت نارة
- بابلز أصبحت تمارة
- باتركاب أصبحت سمارة
- بروفيسور يوتونيم أصبح عالم فهيم
- مدينة تاونسفيل تحولت إلى مدينة النسيم

من المهم عدم الخلط بين هذه الدبلجة ومسلسل آخر دُبلج باسم الفتيات الخارقات، وهو دبلجة لمسلسل الرسوم المتحركة W.I.T.C.H الذي كان يُعرض على قناة **جتيكس** سابقًا.

## الاستقبال

### الجوائز والترشيحات
| السنة | الجائزة                     | التصنيف                                                                                       | المشرح (المرشحون) | النتيجة |
| ----- | --------------------------- | --------------------------------------------------------------------------------------------- | --- | ------- |
| 1999  | جائزة آني                   | Outstanding Individual Achievement for Production Design in an Animated Television Production | كريغ كيلمان (لـ"آه أوه دينامو") | رُشِّح     |
| 1999  | جائزة آني                   | Outstanding Individual Achievement for Directing in an Animated Television Production         | جون ماكنتاير (لـ"Mommie Fearest") | رُشِّح     |
| 1999  | جائزة آني                   | Outstanding Individual Achievement for Voice Acting in an Animated Television Production      | تارا سترونغ (بدور بابلز) | رُشِّح     |
| 1999  | الإيمي برايم تايم           | Outstanding Achievement in Animation                                                          | كريغ مكراكين وجون ماكنتاير وأيمي كيتينغ روجرز وجايسون باتلر روت وجندي تارتاكوفسكي (لـ"Bubblevicious/The Bare Facts")                          | رُشِّح     |
| 2000  | جوائز آني                   | Outstanding Individual Achievement for Writing in an Animated Television Production           | كريس سافينو (لـ"مخطط الحلم") | رُشِّح     |
| 2000  | الإيمي برايم تايم           | الإنجاز الفردي المتميز في الرسوم المتحركة                                                     | دون شانك (for "Twisted Sister/Cover Up") | فوز     |
| 2000  | الإيمي برايم تايم           | Outstanding Animated Program (For Programming One Hour or Less)                               | روبرت ألفاريز, Craig McCracken, John McIntyre, راندي مايرز, Amy Keating Rogers, and Genndy Tartakovsky (for "Beat Your Greens/Down 'N Dirty") | رُشِّح     |
| 2001  | جوائز آني                   | Outstanding Individual Achievement for Music Score an Animated Television Production          | James L. Venable, Thomas Chase, and Steve Rucker ‏ (for "Meet the Beat Alls")                                                                  | فوز     |
| 2001  | جوائز آني                   | Outstanding Individual Achievement for Production Design in an Animated Television Production | دون شانك | فوز     |
| 2001  | الإيمي برايم تايم           | Outstanding Animated Program (For Programming Less Than One Hour)                             | Robert Alvarez, لورين فاوست, Craig McCracken, John McIntyre, Amy Rogers, and Genndy Tartakovsky (for "Moral Decay/Meet the Beat Alls")        | رُشِّح     |
| 2001  | جائزة اختيار أطفال نكلوديون | الكرتون المفضل                                                                                | فتيات القوة | رُشِّح     |
| 2002  | جوائز آني                   | إنجاز تصميم شخصية في إنتاج رسوم متحركة تلفزيونية                                              | Paul Rudish (for "Members Only") | رُشِّح     |
| 2003  | جوائز آني                   | إنجاز تصميم شخصية في إنتاج رسوم متحركة تلفزيونية                                              | Andy Bialk (لـ"انقاذ موجو") | رُشِّح     |
| 2004  | جوائز آني                   | تصميم شخصية في إنتاج رسوم متحركة تلفزيونية                                                    | Chris Reccardi (for "West in Pieces") | رُشِّح     |
| 2004  | الإيمي برايم تايم           | Outstanding Animated Program (For Programming One Hour Or More)                               | Robert Alvarez, Lauren Faust, et al. (for "'Twas the Fight Before Christmas")                                                                 | رُشِّح     |
| 2005  | الإيمي برايم تايم           | إنجاز فردي متميز في الرسوم المتحركة                                                           | Frank Gardner (لـ"West in Pieces") | فوز     |

## وصلات خارجية
- الموقع الرسمي في الشرق الأوسط
- فتيات القوة على موقع IMDb (الإنجليزية)
- فتيات القوة على موقع ميتاكريتيك (الإنجليزية)
- فتيات القوة على موقع الموسوعة البريطانية (الإنجليزية)
- فتيات القوة على موقع روتن توميتوز (الإنجليزية)
- فتيات القوة على موقع ميوزك برينز (الإنجليزية)
- فتيات القوة على موقع كينوبويسك (الروسية)
- فتيات القوة على موقع ألو سيني (الفرنسية)
- فتيات القوة على موقع قاعدة بيانات الفيلم (الإنجليزية)
- The Powerpuff Girls على تونوبيديا  [لغات أخرى]‏
- موقع مشروع أزياء فتيات القوة